# Circondario di Mittweida
Il circondario di Mittweida (in tedesco Landkreis Mittweida) era un circondario della Sassonia di 129 586 abitanti che aveva come capoluogo Mittweida.
Il 1º agosto 2008 è stato unito con i circondari di Döbeln e Freiberg, a formare il nuovo circondario della Sassonia centrale.

## Città e comuni
(Abitanti al 31 dicembre 2006)
| Città 1. Burgstädt (12.037) 2. Frankenberg/Sa. (16.521) 3. Geringswalde (4.979) 4. Hainichen (9.314) 5. Lunzenau (4.996) 6. Mittweida (16.277) 7. Penig (10.276) 8. Rochlitz (6.616) | Comuni 1. Altmittweida (2.077) 2. Claußnitz (3.451) 3. Erlau (3.580) 4. Hartmannsdorf (4.737) 5. Königsfeld (1.717) 6. Königshain-Wiederau (2.976) 7. Kriebstein (2.594) 8. Lichtenau (7.973) 9. Mühlau (2.332) 10. Rossau (3.852) 11. Seelitz (2.069) 12. Striegistal (2.044) 13. Taura (2.630) 14. Tiefenbach (3.511) 15. Wechselburg (2.171) 16. Zettlitz (856) |